# Stazione di Rorschach
La stazione di Rorschach (in tedesco Bahnhof Rorschach) è la principale stazione ferroviaria del comune svizzero di Rorschach sulle linee Sciaffusa-Rorschach, Coira-Rorschach, Rorschach-San Gallo e Rorschach-Heiden.

## Storia

### Ferrovia San Gallo-Appenzello

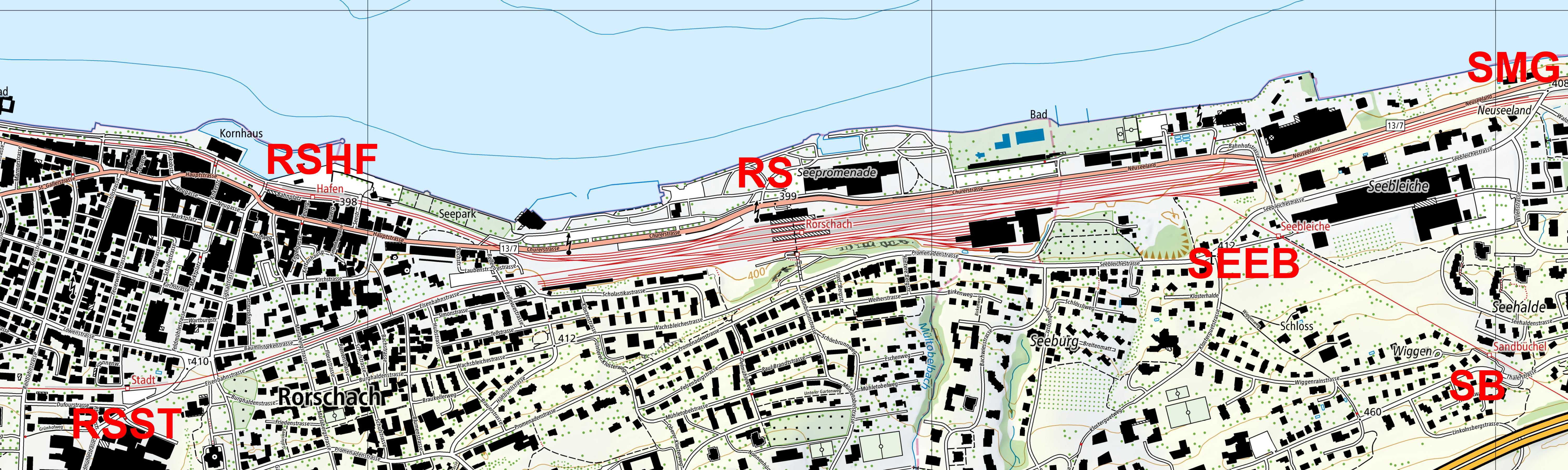
Le stazioni disposte su una cartina di Rorschach. Didascalia: RS: Stazione di Rorschach.RSST: fermata di Rorschach Stadt. RSHF: stazione di Rorschach Hafen. SEEB: fermata di Seebleiche.SB: fermata di Sandbüchel.SMG: linea FFS per Sankt Margrethen.

Nel 1846, l'Associazione ferroviaria di San Gallo-Appenzello commissionò una perizia per una ferrovia da Rorschach a San Gallo e Wil. Karl Etzel e Friedrich August von Pauli prevedevano una stazione ferroviaria di Rorschach in quello che allora era il confine orientale della città. Secondo questi progetti, da lì sarebbe partita anche una possibile linea ferroviaria lacustre. La linea ferroviaria per San Gallo doveva essere costruita con una pendenza uniforme di circa il 20 per mille, che all'epoca era considerata il limite per una ferrovia ad aderenza naturale.
La società denominata Ferrovia San Gallo-Appenzello (SGAE) costruì la stazione di Rorschach nella sua posizione attuale, anche perché lì erano previste nuove e più grandi strutture portuali. Il 25 ottobre 1856 la SGAE iniziò l'esercizio della linea San Gallo - Rorschach - Porto di Rorschach. La nuova stazione fu chiamata "Santa Scolastica", come il vicino convento. Il rumore della ferrovia e dell'industria divenne troppo forte per le monache cappuccine, che si trasferirono a Tübach nel 1905.
Per molto tempo, gli abitanti di Rorschach dovettero accontentarsi di una stazione ferroviaria di fortuna. Un capanno degli attrezzi riadattato fungeva da fabbricato viaggiatori e l'atrio della stazione era una grande struttura in legno. La sala d'attesa non era necessaria a Rorschach e fu demolita. I pezzi furono utilizzati per la costruzione delle sale d'attesa di Glarona e Coira.

### Ferrovie Svizzere Unite
A causa della mancanza di fondi, il 1º maggio 1857 la SGAE fu assorbita dalle Ferrovie Svizzere Unite (FSU), che inaugurarono la linea ferroviaria da Rorschach a Rheineck il 25 agosto 1857 e l'officina locomotive a Rorschach nel luglio 1859.
Il 15 ottobre 1869, la Schweizerische Nordostbahn (NOB) aprì la linea Romanshorn-Rorschach, creando un secondo collegamento tra Rorschach e Winterthur in concorrenza con le FSU. Tra il porto di Rorschach e Rorschach, la NOB pose il proprio binario parallelo a quello della VSB. Il 6 settembre 1875 entrò in funzione la ferrovia a cremagliera Rorschach-Heiden.
Nel 1883, grazie all'esposizione nazionale di Zurigo, fu introdotto un treno espresso da Rorschach a Zurigo via San Gallo. Nel 1893 la VSB poté finalmente aprire la nuova stazione di Santa Scolastica e demolire il fabbricato viaggiatori provvisorio. I binari della stazione di Rorschach furono ampliati nel 1893 e nel 1903.
La stazione ferroviaria fuori città e la linea lacustre, che separava la città dal Lago di Costanza, non soddisfacevano gli abitanti di Rorschach. A partire dal 1890 circa, si scatenò per decenni una vera e propria febbre da progetto. Il problema sembrava vicino a una soluzione prima della prima guerra mondiale. Una nuova stazione ferroviaria avrebbe dovuto sostituire la stazione esterna e quella del porto. Tuttavia, il conflitto segnò la fine di questo progetto.

### Ferrovie Federali Svizzere
Con la nazionalizzazione delle Ferrovie Svizzere Unite il 1º luglio 1902, la stazione di Rorschach divenne proprietà delle FFS. Il 1º ottobre 1926, le FFS declassarono l'ex officina FSU di Rorschach a deposito locomotive. Il 15 maggio 1927 iniziò l'esercizio elettrico da Winterthur a Rorschach via San Gallo, nel 1928 da Winterthur a Rorschach via Romanshorn, nel 1930 da Rorschach a Heiden e nel 1934 tra Rorschach e San Gallo. Nel 1934, Rorschach era al 15º posto nazionale nel traffico passeggeri FFS e al 19° nel traffico merci FFS. Nel 1938, due treni ad alta velocità Re 8/12 iniziarono a circolare sulla tratta Rorschach-San Gallo-Zurigo-Berna. Uno di questi treni fu in gran parte distrutto da un grave incendio nel deposito locomotive di Rorschach nell'agosto 1939. A partire dagli anni 1940, Rorschach fu il punto di partenza dei treni espressi urbani sull'asse svizzero est-ovest, formati da carri leggeri in acciaio e successivamente da carri standard. Nonostante le proteste della città di Rorschach, dalla metà degli anni 1980 i treni espressi per la Svizzera occidentale partono da San Gallo anziché da Rorschach. Con il cambio di orario del dicembre 2021, Rorschach è stata ricollegata all'asse est-ovest grazie al prolungamento dell'InterCity 5 Ginevra Aeroporto-San Gallo fino al Lago di Costanza.

## Strutture e impianti

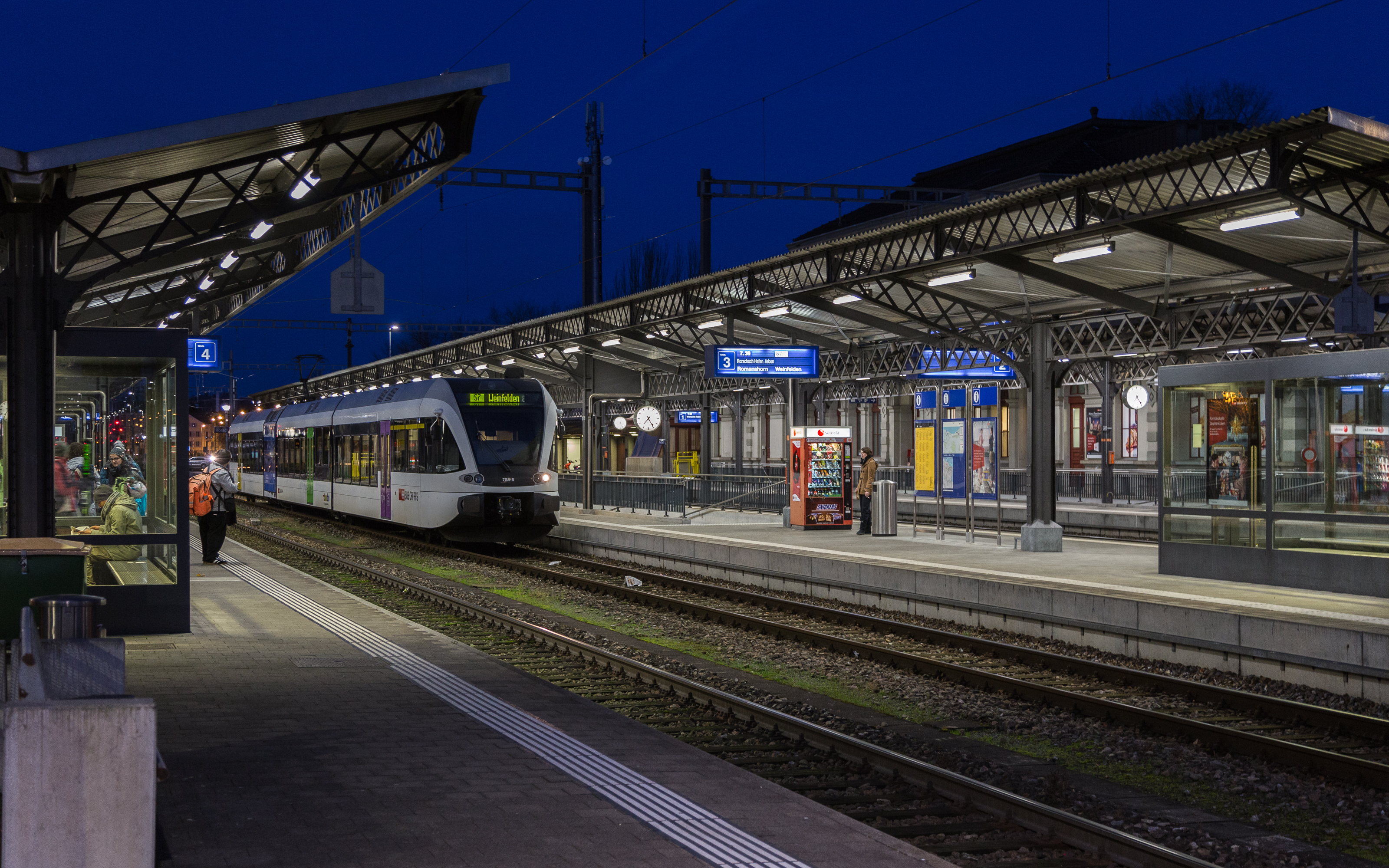
La stazione di sera (2014).

La stazione dispone di 5 binari dotati di marciapiede per il servizio passeggeri. La stazione è dotata di un fabbricato viaggiatori a due piani e di ampie pensiline per ciascun binario.

## Movimento
La stazione è servita da treni a cadenza semioraria InterCity 5 e InterRegio 13 per Zurigo Centrale e treni a cadenza oraria per Ginevra Aeroporto e Coira, treni a cadenza semioraria sulla relazione Wattwil - Altstätten (FFS), a cadenza oraria per Rapperswil, Sargans e Nesslau (linee S2 e S4 della rete celere di San Gallo), a cadenza oraria tra Weinfelden e Sankt Margrethen via San Gallo (linea S5 della rete celere di San Gallo), a cadenza semioraria per Romanshorn e a cadenza oraria per Weinfelden (linea S7 della rete celere di San Gallo), treni il sabato e la domenica ogni due ore per Lindau-Reutin e treni a cadenza oraria sulla relazione Rorschach Hafen - Heiden (linea S25 della rete celere di San Gallo).

## Servizi
Nella stazione sono presenti:
- Biglietteria a sportello
- Biglietteria automatica
- Ufficio oggetti smarriti
- Deposito bagagli con personale
- Deposito bagagli automatico
- Ufficio informazioni turistiche

Sono inoltre presenti un parcheggio di interscambio e, in fasce orarie prestabilite, servizi di cambio valuta, di spedizione di bagagli all'aeroporto di Zurigo, un punto Western Union e servizi di noleggio di biciclette ed automobili.

## Interscambi
- Fermata autobus